# 2018年亞洲運動會帆船比賽
2018年亞洲運動會帆船比賽是第十八屆亞洲運動會的其中一項競賽項目，共產生10面金牌；賽事於2018年8月24日至8月31日期間在安佐爾碼頭（Ancol Marina）舉行。

## 獎牌榜

### 國家獎牌榜
| 排名 | 国家／地区      | 金牌 | 银牌 | 铜牌 | 總數 |
| ---- | --------------- | ---- | ---- | ---- | ---- |
| 1    | 日本（JPN）     | 4    | 0    | 0    | 4    |
| 2    | 中国（CHN）     | 3    | 4    | 0    | 7    |
| 3    | 马来西亚（MAS） | 1    | 1    | 3    | 5    |
| 4    | 韩国（KOR）     | 1    | 1    | 1    | 3    |
| 5    | 新加坡（SGP）   | 1    | 0    | 1    | 2    |
| 6    | 中国香港（HKG） | 0    | 3    | 0    | 3    |
| 7    | 印度（IND）     | 0    | 1    | 2    | 3    |
| 8    | 泰国（THA）     | 0    | 0    | 3    | 3    |
|      | 總計            | 10   | 10   | 10   | 30   |

### 項目獎牌榜

#### 男子項目
| 項目           | 金牌                              | 银牌                                       | 铜牌                                                |
| RS:X風浪板     | 毕焜 · 中国（CHN）                | 鄭俊樑 · 中国香港（HKG）                   | 李泰熏 · 韩国（KOR）                                |
| 雷射型帆船     | 河知民 · 韩国（KOR）              | 海鲁勒尼扎姆·阿凡迪 · 马来西亚（MAS）      | 卢军汉 · 新加坡（SGP）                              |
| 470型雙人帆船  | 日本（JPN） · 矶崎哲也 · 高柳彬   | 中国（CHN） · 汪超 · 徐臧军                | 泰国（THA） · Navee Thamsoontorn · Nut Butmarasri   |
| 49人型雙人帆船 | 日本（JPN） · 古谷信玄 · 八山慎司 | 韩国（KOR） · Chae Bon-jin · Kim Dong-wook | 印度（IND） · Varun Ashok Thakkar · K. C. Ganapathy |

#### 女子項目
| 項目             | 金牌                            | 银牌                                           | 铜牌                                                 |
| RS:X風浪板       | 陈佩娜 · 中国（CHN）            | 陳晞文 · 中国香港（HKG）                       | 西里蓬·胶当-恩甘 · 泰国（THA）                       |
| 雷射輻射型帆船   | 土居爱实 · 日本（JPN）          | 张东霜 · 中国（CHN）                           | 努尔·莎兹林·穆罕默德·拉蒂夫 · 马来西亚（MAS）        |
| 470型雙人帆船    | 日本（JPN） · 吉田爱 · 吉冈美帆 | 中国（CHN） · 魏梦喜 · 高海燕                  | 马来西亚（MAS） · Nuraisyah Jamil · Norashikin Sayed |
| 49人FX型雙人帆船 | 新加坡（SGP） · 林敏 · 刘瑞琦   | 印度（IND） · Varsha Gautham · Sweta Shervegar | 泰国（THA） · Nichpa Waiwai · Kamonchanok Klahan     |

#### 混合項目
| 項目          | 金牌                               | 银牌                              | 铜牌                                                |
| RS One型      | 中国（CHN） · 陈昊 · 谭越          | 中国香港（HKG） · 何允輝 · 馬君正 | 马来西亚（MAS） · Nuur Fatin Solehah · Illham Wahab |
| 公開雷射4.7型 | Fauzi Kaman Shah · 马来西亚（MAS） | 王坚雄 · 中国（CHN）              | Harshita Tomar · 印度（IND）                        |

## 外部連結
- Sailing at the 2018 Asian Games